# Großdeutscher Rundfunk
Großdeutscher Rundfunk war vom 1. Januar 1939 bis 1945 die Bezeichnung für das einheitliche Hörfunkprogramm des nationalsozialistischen Deutschen Reiches.

## Geschichte

### Vorgeschichte

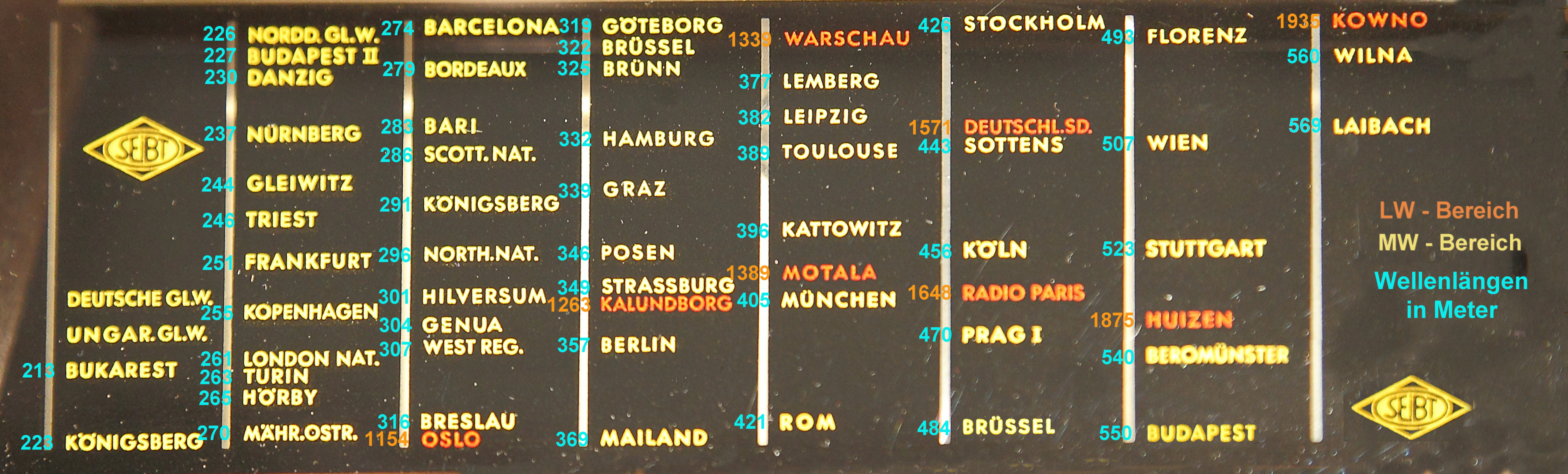
Senderauswahl bei der gehobenen Radiogeräteklasse 1934 (LW und MW, keine KW)

Der Großdeutsche Rundfunk hat seine Vorgeschichte in der Rundfunkpolitik der Weimarer Republik.
Neun regionale Rundfunkgesellschaften, die sich ab Ende 1923 geografisch über das gesamte Reichsgebiet von München über Frankfurt am Main und Leipzig bis nach Breslau und Königsberg verteilten, wurden ab dem 15. Mai 1925 in einer Reichs-Rundfunk-Gesellschaft (RRG) zusammengeschlossen.
Bereits zuvor hatte die Reichspost 1923 ihre Kompetenzen auf die Reichstelegraphenverwaltung und die DRADAG (Drahtlose Dienste AG) übertragen.
Innerhalb der RRG übernahm die DRADAG 1926 die Aktienmehrheit. Die Interessen der Deutschen Reichspost vertrat dabei Hans Bredow. Geschäftsführer der RRG waren Kurt Magnus und Heinrich Giesecke.
Es entstanden neun regionale Rundfunkgesellschaften sowie eine Rundfunkgesellschaft in der Freien Stadt Danzig; letztere trat von ihrer Gründung an als Kooperationspartner auf.
- Funk-Stunde AG, Berlin: seit 29. Oktober 1923 als „Deutsche Stunde, Gesellschaft für drahtlose Belehrung und Unterhaltung mbH“, später als „Radio-Stunde AG“, ab 1924 unter „Funk-Stunde AG“ im Handelsregister eingetragen
- Schlesische Funkstunde AG (SFAG), Breslau: seit 26. Mai 1924
- Südwestdeutsche Rundfunkdienst AG (SÜWRAG),[4] Frankfurt am Main: seit 31. März 1924
- Nordische Rundfunk AG (NORAG), Hamburg: seit 2. Mai 1924; auch mit Sender in Bremen ab 30. November 1924, im November 1932 in die Norddeutsche Rundfunk GmbH umgewandelt
- Westdeutsche Funkstunde AG (WEFAG), Münster: seit 10. Oktober 1924; Umzug nach Köln am 1. Januar 1927 und Umbenennung in Westdeutsche Rundfunk AG (WERAG)
- Ostmarken Rundfunk AG (ORAG), Königsberg: seit 14. Juni 1924
- Mitteldeutsche Rundfunk AG (MIRAG), Leipzig: seit 2. März 1924
- Deutsche Stunde in Bayern GmbH, München: seit 30. März 1924; Umbenennung am 1. Januar 1931 zu Bayerischer Rundfunk GmbH, danach der RRG beigetreten
- Süddeutsche Rundfunk AG (SÜRAG), Stuttgart: seit 11. Mai 1924
- Sendestelle Danzig: seit 20. September 1926; Anfang Juli 1926 schloss die Post- und Telegraphenverwaltung der völkerrechtlich Freien Stadt Danzig mit der ORAG eine Vereinbarung ab, wonach ein in Danzig zu errichtender Sender das Programm der ORAG übernehmen und durch lokale Darbietungen ergänzen sollte. Danzig sendete danach regulär von 11 bis 16 Uhr, hinzu kamen bunte Abende und Theater-, Kabarett- und Konzertübertragungen aus der Freien Stadt. Umbenennung im April 1934 zu Landessender Danzig.

Aufgrund der „Zweiten Weimarer Rundfunkordnung“ vom Juli 1932, die die erste Rundfunkordnung von 1925/26 ablöste, wurden die Gesellschaftsanteile der neun regionalen Rundfunkgesellschaften bereits vor der Machtergreifung der NSDAP zentralisiert und verstaatlicht. Nach 1933 blieb der Rundfunk Angelegenheit des Staates. Die nationalsozialistische Führung sah in ihm ein zentrales politisches Instrument und unterstellte ihn dem Reichsministerium für Volksaufklärung und Propaganda. Zum Programmdirektor der RRG, dem„Reichssendeleiter“, (neben einem technischen und einem kaufmännischen Direktor) wurde Mitte 1933 der bisherige Sendeleiter des Deutschlandsenders, Eugen Hadamovsky, berufen.
War die RRG bis dahin ein Zusammenschluss rechtlich selbständiger Rundfunkgesellschaften, die wiederum im Eigentum der Reichspost/RRG und der Länder standen, so übertrugen die Rundfunkgesellschaften im Juli 1933 ihre RRG-Geschäftsanteile dem Reichsministerium für Volksaufklärung und Propaganda, und die Länder übertrugen ihre Beteiligungen an den Rundfunkgesellschaften auf die RRG. Die meisten regionalen Rundfunkgesellschaften wurden daraufhin im Jahr 1934 liquidiert, der Sender Leipzig im Jahr 1935 und zuletzt München 1937. Am 1. April 1934 wurden die Sendernamen vereinheitlicht; jede Station hieß fortan Reichssender, gefolgt vom Namen ihres Standorts. 
Im November 1934 begann der „Reichs-Rundfunk-Prozess“, ein von Reichssendeleiter Hadamovsky initiierter 86-tägiger Schauprozess gegen einige Spitzen des von den Nationalsozialisten geschmähten, überwundenen „Systemrundfunks“. 
Nach der Saarabstimmung entstand 1935 der Reichssender Saarbrücken. 
1937 bekam die RRG einen „Reichsintendanten und Generaldirektor“, Heinrich Glasmeier.
Des Weiteren kamen nach dem Anschluss Österreichs im Jahr 1938 der Reichssender Wien, nach Errichtung des Protektorats Böhmen und Mähren 1939 der Reichssender Böhmen und unmittelbar nach Beginn des Zweiten Weltkriegs der Reichssender Danzig hinzu, sodass Ende 1939 dreizehn Reichssender sowie der Deutschlandsender bestanden.
Ab 1938 sollten der deutsche Rundfunk auf Wunsch des Propagandaministeriums für den „Propagandakrieg“ aufgerüstet und schnelle Frequenzwechsel von Großsendern ermöglicht werden. Diese Vorgabe konnte die damit beauftragte Deutsche Reichspost mit den vorhandenen Anlagen nicht erfüllen. Daher wurden neuartige 100-Kilowatt-Anlagen installiert, die mittels tauschbaren Sendequarzen im gesamten Mittelwellenband senden konnten und somit nicht dauerhaft auf eine Sendefrequenz festgelegt waren. Derartige neue Sendeanlagen entstanden in Breslau, Hamburg, Heilsberg in Ostpreußen, Mühlacker bei Stuttgart, Ismaning bei München, Dobrochov bei Brünn und Dobl bei Graz.

### 1939 bis 1945
Auf Veranlassung von Propagandaminister Joseph Goebbels wurde zum 1. Januar 1939 für den Reichsrundfunk die Bezeichnung Großdeutscher Rundfunk eingeführt. Zu Kriegsbeginn ging der neu ernannte Leiter der Rundfunkabteilung des Propagandaministeriums, Alfred-Ingemar Berndt, daran, die Rundfunklandschaft den Erfordernissen der Kriegsführung anzupassen. Ein Großteil des journalistischen und technischen Personals wurde in Propagandakompanien der Wehrmacht eingezogen, die Sendepläne wurden ausgedünnt, Programme zusammengelegt und ab Juni 1940 nur noch zwei Vollprogramme für das gesamte Reichsgebiet mit regionalen Fenstern gesendet.
Das Reichsprogramm wurde über alle Reichssender und ihre Nebensender übertragen. Am Vormittag gab es ein bis zwei Stunden regionale Eigenprogramme. Etwa ab Mitternacht bis 5 oder 6 Uhr morgens war Sendepause. Diese wurde durch das Programm des Deutschlandsenders ausgefüllt, der mittags um 12.30 Uhr seine Sendungen begann, die am nächsten Tag nach den Frühnachrichten endeten. Im Jahr 1942 stellten die Reichssender Köln, Saarbrücken, Stuttgart und Leipzig wegen starker Kriegszerstörungen der betreffenden Städte ihre Programmzulieferung ein.
Da die Rundfunksender bei der Annäherung feindlicher Flugzeuge ihre Übertragung unterbrachen, übernahmen dann in mehreren Landesteilen die lokalen Drahtfunksender das Rundfunkprogramm; so konnte zum Beispiel im Gau Hessen-Nassau auf einer Frequenz das Reichsprogramm, auf der anderen das Programm des Deutschlandsenders empfangen werden. Bei unmittelbarer Luftgefahr wurden nur Luftlagemeldungen gesendet. In anderen Teilen des Reiches, etwa in Nordbayern, benutzte der Sender des Luftgau-Kommandos Nürnberg bei Luftgefahr die Frequenz des abgeschalteten Nebensenders Nürnberg, um über die Zielrichtung der Bombergeschwader zu berichten.
Mit dem Vormarsch alliierter Truppen von Ost und West im Frühjahr 1945  mussten immer weitere Reichssender ihren Sendebetrieb einstellen. Der erst am 3. Mai für die letzte Reichsregierung, die Regierung Dönitz, eingerichtete Reichssender Flensburg stellte am 13. Mai als letzter Sender des Großdeutschen Rundfunks seinen Betrieb ein. Seit dem 10. Mai standen diese Sendungen aber bereits unter britischer Zensur, deswegen gilt der am Abend des 9. Mai ausgestrahlte letzte Wehrmachtsbericht als letzte Sendung des Großdeutschen Rundfunks.
Nach der bedingungslosen Kapitulation Deutschlands errichteten die Alliierten Siegermächte neue Rundfunkstationen in ihren Besatzungszonen. Bis diese den Betrieb aufnahmen, versorgte Radio Luxemburg auf seiner Langwellenfrequenz die Bevölkerung vor allem Westdeutschlands mit Informationen. Der bereits ab dem 4. Mai 1945 nun von den Briten betriebene, zunächst als Radio Hamburg bezeichnete, frühere Reichssender Hamburg war dem Prinzip „Never tell a lie“ verpflichtet, das die Briten bereits während des Krieges über den deutschsprachigen Dienst der BBC in ihren Nachrichtensendungen praktiziert hatten.

### Ausblick auf die Nachkriegszeit
Der unter dem Einfluss der Besatzungsmächte entstehende deutsche Nachkriegsrundfunk, der die Grundlage des Rundfunkwesens in der Bundesrepublik Deutschland und der Deutschen Demokratischen Republik bildete, war wiederum regional strukturiert und namentlich in der Bundesrepublik an die Bundesländer angegliedert. Ab 1950 gründeten die in der Bundesrepublik tätigen Landessender (Nordwestdeutscher Rundfunk, Radio Bremen, Hessischer Rundfunk, Südwestfunk, Süddeutscher Rundfunk, Bayerischer Rundfunk) die Arbeitsgemeinschaft der öffentlich-rechtlichen Rundfunkanstalten der Bundesrepublik Deutschland (ARD) als Dachverband. Anfang der 1950er Jahre gaben die Mitglieder der ARD dem Nordwestdeutschen Rundfunk (NWDR) den Auftrag, auf Langwelle ein bundesweites Hörfunkprogramm zu produzieren und auszustrahlen, nachdem der Rundfunk in der DDR einen Langwellensender (Deutschlandsender) in Betrieb genommen hatte. Nach Genehmigung durch die Alliierte Hohe Kommission strahlte der NWDR vom 8. Januar 1953 an die ersten Versuchssendungen aus, 1956 nahm der inzwischen gegründete Norddeutsche Rundfunk (NDR) den Regelbetrieb des als Deutscher Langwellensender bezeichneten Programms auf, aus dem 1961 der Deutschlandfunk mit Sitz in Köln hervorging. Am 11. Juni 1953 wurde zudem von den Mitgliedern der ARD der Vertrag über die Einrichtung eines gemeinsamen Kurzwellenprogramms namens Deutsche Welle geschlossen. Die Verantwortung für das Programm lag zunächst beim NWDR, später beim Westdeutschen Rundfunk. Per Bundesgesetz vom 26. Oktober 1960 wurde die Deutsche Welle eine eigenständige Anstalt. 
Zwei Tage nach der Kapitulation der deutschen Wehrmacht befahl am 10. Mai 1945 der sowjetische Stadtkommandant in Berlin die Wiedereinrichtung des öffentlichen Rundfunks in der sowjetischen Besatzungszone (SBZ). Das Programm nannte sich zunächst Radio Berlin und wurde kurz darauf in Berliner Rundfunk umbenannt. Parallel zum Wiederaufbau des Rundfunks in Berlin nahmen auch in anderen Teilen der SBZ mehrere Sender ihren Betrieb auf. So lizenzierte die sowjetische Militäradministration (SMAD) 1945 Radio Leipzig, aus dem kurz darauf der Mitteldeutsche Rundfunk hervorging. Wenig später wurden alle Sender in der SBZ angewiesen, Programmteile des Berliner Rundfunks zu übernehmen. Am 1. Mai 1949 startete der Deutschlandsender als Vollprogramm auf der von der sowjetischen Administration freigegebenen Langwellenfrequenz 191 kHz von Königs Wusterhausen aus mit einer für damalige Verhältnisse hohen Sendeleistung von 100 Kilowatt. Im Zuge der Auflösung der Länder der DDR wurden 1952 alle Programme des Berliner Rundfunks, Mitteldeutschen Rundfunks und Deutschlandsenders dem staatlichen Rundfunkkomitee unterstellt und nurmehr drei zentrale Hörfunkprogramme veranstaltet, Berlin I/II/III. Berlin II wurde im September 1953 wieder zum „Deutschlandsender“; Berlin III wurde im Juni 1954 zu „Berlin 2. Programm“, und hieraus ging am 11. September 1955 „Radio DDR“ hervor. Bereits von August 1953 an gab es auch wieder Regionalprogramme von Sendezentren in Dresden, Erfurt, Leipzig, Potsdam und Schwerin.

## Liste der Sender des Großdeutschen Rundfunks
(Stand: Dezember 1940; Quelle: Volks-Brockhaus, Leipzig 1941)
- Reichssender Berlin (MW 841 kHz, 100 kW-Sendeanlage in Tegel),
- Reichssender Breslau (MW 950 kHz, 100 kW-Sendeanlage in Rothbach) mit den Nebensendern Gleiwitz, Görlitz (Sendeanlage in Reichenbach), Troppau (Sendeanlage in Schönbrunn) sowie Kattowitz (alle 1231 kHz),
- Reichssender Danzig (MW 986 kHz, 24 kW-Sendeanlage in Thorn, als „Danzig I“ bekannt) mit den Nebensendern Danzig II (Stadt[7] 1303 kHz) und Danzig III (Glettkau 1429 kHz),
- Reichssender Frankfurt (Main) (MW 1195 kHz, 25 kW-Sendeanlage in Heiligenstock) mit den Nebensendern Kassel, Koblenz und Trier (alle 1195 kHz),
- Reichssender Hamburg (MW 904 kHz, 100 kW) mit den Nebensendern Flensburg, Hannover, Magdeburg, Stettin, Stolp, und „Unterweser“ bzw. „Bremen“[8] (alle 1330 kHz),
- Reichssender Köln (MW 658 kHz, 100 kW-Sendeanlage in Langenberg),
- Reichssender Königsberg (MW 1031 kHz, 100 kW-Sendeanlage in Heilsberg, als „Königsberg I“ bekannt) mit dem Nebensender Königsberg II (1348 kHz) und Memel (1285 kHz, 10 kW)[9],
- Reichssender Leipzig (MW 785 kHz, 120 kW-Sendeanlage in Wiederau) mit zwei Nebensendern in Dresden (1465 und 1285 kHz),
- Reichssender München (MW 740 kHz, 100 kW-Sendeanlage in Ismaning) mit den Nebensendern Bayreuth, Augsburg, Nürnberg, Innsbruck und Salzburg (5 kW) (alle 519 kHz),
- Reichssender Stuttgart (MW 574 kHz, 100 kW-Sendeanlage in Mühlacker) mit den Nebensendern Bregenz/Dornbirn und Freiburg (MW alle 1294 kHz, 5 kW),
- Reichssender Saarbrücken (MW 1249 kHz, 17 kW-Sendeanlage in Heusweiler) mit dem Nebensender Kaiserslautern (1429 kHz),
- Reichssender Wien (MW 592 kHz, 120 kW-Sendeanlage auf dem Bisamberg) mit den Nebensendern Linz (MW 1267 kHz, 15 kW), Graz[10] (MW 1285 kHz, 15 kW) und Klagenfurt[11] (MW 1285 kHz, 5 kW)
- Reichssender Böhmen (MW 1113 kHz, 60 kW-Sendeanlage in Melnik, auch als „Prag II“ bekannt)
- Die Sender des Protektorats[12] Prag I (MW 638 kHz, 120 kW), Moldau, Brünn-Dobrochau (100 kW) und Mährisch-Ostrau wurden mit dem Reichssender Böhmen zusammengeschlossen zur Sendergruppe Böhmen-Mähren[13]
- Die Sender des Generalgouvernements Warschau I (LW 224 kHz, 120 kW) und Warschau II (MW 1384 kHz, 2 kW), Krakau (MW 1022 kHz, 10 kW), Litzmannstadt (MW 1339 kHz, 10 kW), Thorn, Posen (MW 868 kHz, 50 kW).

Nebensender mit gleichen Frequenzen wurden als Gleichwellennetz geschaltet.

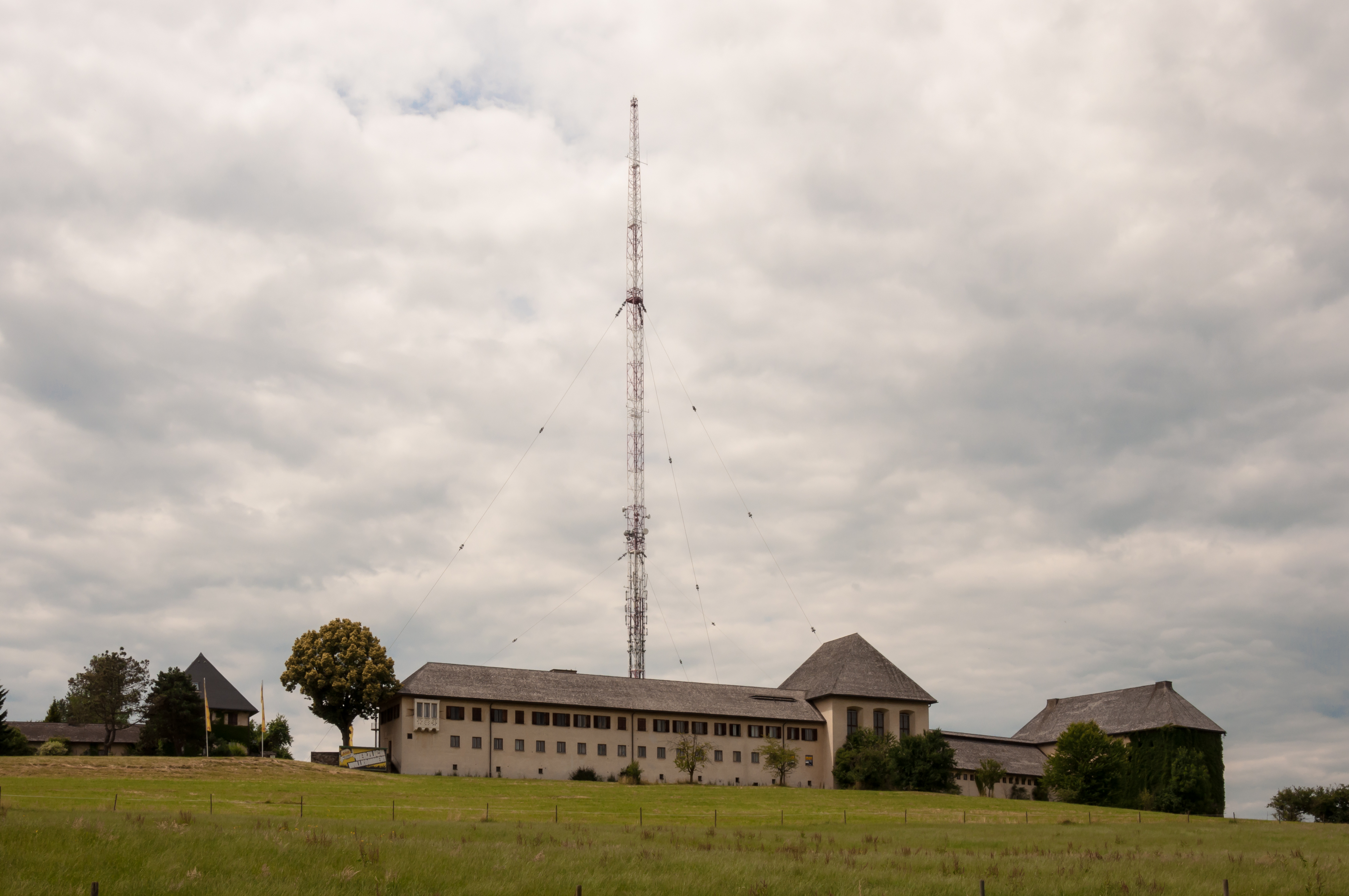
Sendeanlage des 1939 bis 1941 erbauten „Senders Alpen“ in Dobl, Steiermark

### Pausenzeichen
Nach der Machtübernahme durch die NSDAP 1933 führte Propagandaminister Goebbels als gleichgeschaltetes Pausenzeichen sämtlicher Rundfunksender im NS-Staat das Glockenspiel der ersten Zeile des Volkslieds Üb immer Treu und Redlichkeit ein. Der von den Briten von 1941 bis 1943 gegen die NS-Diktatur agierende Tarnsender Gustav Siegfried 1 verwendete absichtsvoll Bis an Dein kühles Grab als Pausenzeichen.

### Deutsche Europa Sender
Außerdem gab es noch weitere „Großsender“ im Verbund der „Deutschen Europa-Sender“ (DES) mit eigenem Programm sowie Kurzwellensender (mit fremdsprachlichen Sendungen). Im Deutschen Reich und den besetzten Gebieten standen Anfang 1943 107 Lang- und Mittelwellensender sowie 23 Kurzwellensender für Auslandssendungen in 53 Sprachen zur Verfügung. Besonders bekannt wurden:
- Deutschland-Sender (LW 191 kHz, 60 kW in Königs Wusterhausen auf dem Funkerberg, LW 191 kHz, 150 kW-Sendeanlage als Deutschlandsender II in Zeesen, sowie Deutschlandsender III (LW 191 kHz, 500 kW-Sendeanlage in Herzberg), bekannt auch als „Radio Berlin“ in arabischer Sprache)
- Reichsrundfunk GmbH – Sendestelle Luxemburg (LW 232 kHz, 200 kW-Sendeanlage in Junglinster).[17]
- „Reichssender Bremen“ (MW 758 kHz, 100 kW-Sendeanlage in Osterloog (Norddeich) für Propagandazwecke, „Versuchssendeanlage N“)[18][19]
- „Sender Alpen“ (MW 886 kHz, 100 kW-Sendeanlage in Graz-Dobl für Propagandasendungen, „Versuchssendeanlage G“, „Großsender Graz“)[20]
- Sender Dobrochau